# Gevärsfaktori

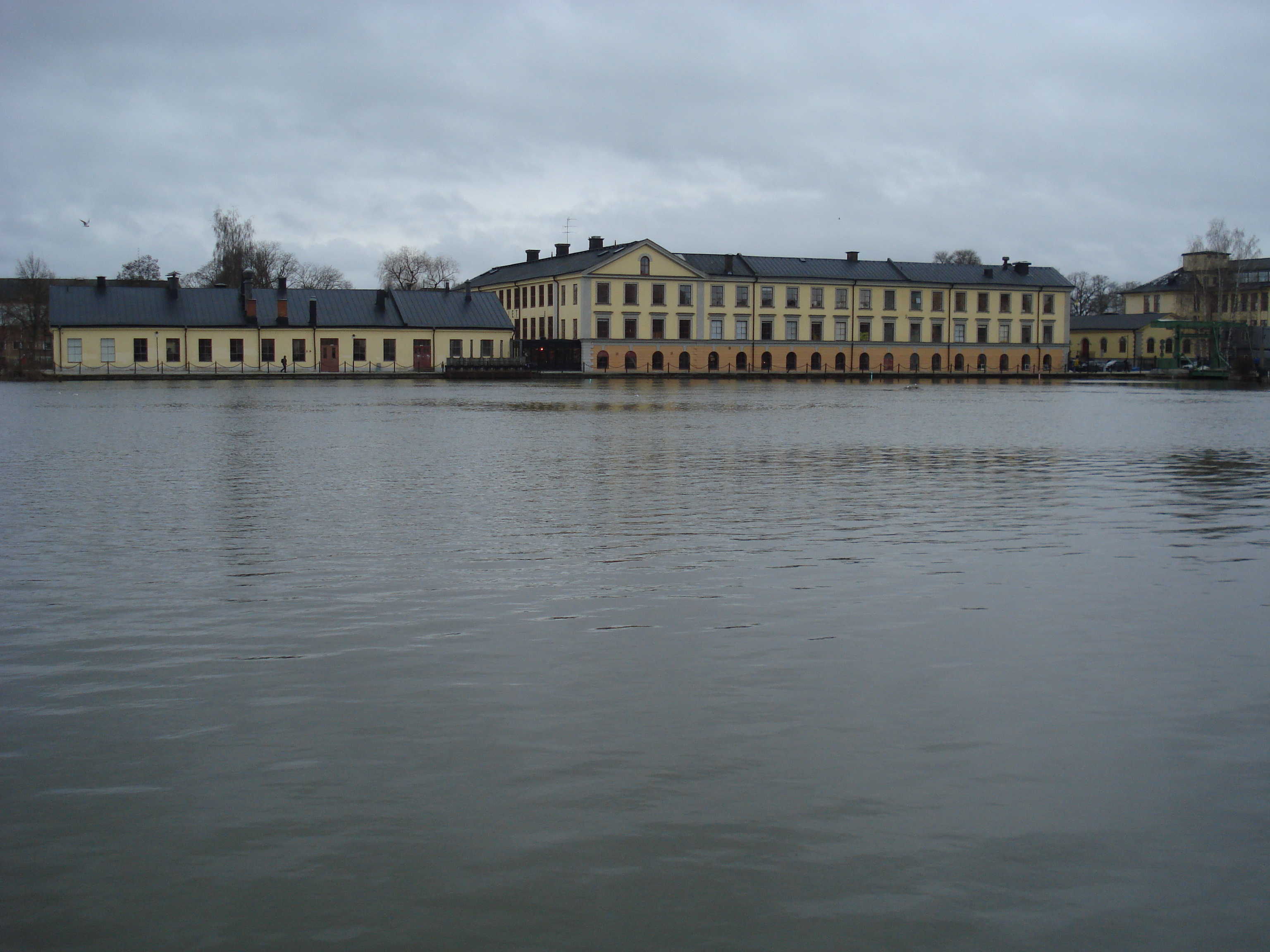
Carl Gustafs stads gevärsfaktori i Eskilstuna

Gevärsfaktori är en traditionell benämning för vapenfabriker som tillverkar eldhandvapen, såsom gevär.

## Sverige
Rörsmeder och harneskmakare arbetade redan under Erik XIV:s tid på landsbygden i Västmanland och Hälsingland och i staden Arboga. Under början av 1600-talet drevs fabrikationen även i Uppland, Närke, Småland, Västergötland samt i Jönköpings stad.
Under åren 1620–1640 eftersträvade kungamakten att få rörsmederna att flytta från landsbygden till städerna. Det fanns vid mitten av 1600-talet faktorier i Örebro, Arboga, Västerås, Uppsala, Norrtälje, Söderhamn, Norrköping och Jönköping. Den svenska vapentillverkningen hade sin blomstringstid under senare hälften av 1600-talet, men drabbades hårt av industrins allmänna förfall under Karl XII:s krig. För att tillgodose statens stora vapenbehov hölls likväl faktorier fortfarande i gång i Örebro, Norrtälje, Söderhamn, Norrköping, Jönköping, Huskvarna,åuå Ronneby (endast 1679-1780) och Hedemora.
Sedan riksdagen 1756 beslutat att överlåta gevärstillverkningen åt enskilda, övergick 1757 de då återstående faktorierna i Örebro, Norrtälje, Söderhamn, Norrköping och Huskvarna i privat ägo, varvid en del särskilda förmåner medgavs de nye innehavarna. Sedan faktorirörelsen upphört 1795 i Örebro (dess tillverkningsrätt flyttades till Huskvarna), i slutet av 1700-talet i Norrköping och 1813 i Söderhamn, beslutade staten 1812 att etablera Carl Gustafs stads gevärsfaktori i Eskilstuna för att trygga inhemsk tillverkning. Efter nedläggningen av Norrtälje gevärsfaktori 1842, återstod endast detta faktori i Eskilstuna och Husqvarna vapenfabrik. Det förstnämnda övertogs 1943 av FFV, medan gevärstillverkningen inom Husqvarna vapenfabrik övertogs av Försvarets Fabriksverk 1970.